# Tom Krause
Tom Gunnar Krause (Helsinki, 5 luglio 1934 – Amburgo, 6 dicembre 2013) è stato un basso-baritono finlandese.

## Biografia
Ha studiato all'Universität für Musik und darstellende Kunst Wien.

## Repertorio
| Repertorio operistico parziale | Repertorio operistico parziale | Repertorio operistico parziale |
| ------------------------------ | ------------------------------ | ------------------------------ |
| Ruolo                          | Lavoro                         | Compositore                    |
| Don Pizarro                    | Fidelio                        | Beethoven                      |
| Escamillo                      | Carmen                         | Bizet                          |
| Robert                         | Iolanta                        | Čajkovskij                     |
| Belcore                        | L'elisir d'amore               | Donizetti                      |
| Dottor Malatesta               | Don Pasquale                   | Donizetti                      |
| Carlo Gérard                   | Andrea Chénier                 | Giordano                       |
| Apollo                         | Alceste                        | Gluck                          |
| Valentin                       | Faust                          | Gounod                         |
| Achilla                        | Giulio Cesare in Egitto        | Händel                         |
| Zebul                          | Jephtha                        | Händel                         |
| Basso solista                  | Die Schöpfung                  | Haydn                          |
| Silvio                         | Pagliacci                      | Leoncavallo                    |
| Conte von Erberach             | Der Wildschütz                 | Lortzing                       |
| Conte d'Almaviva               | Le nozze di Figaro             | Mozart                         |
| Don Giovanni                   | Don Giovanni                   | Mozart                         |
| Guglielmo                      | Così fan tutte                 | Mozart                         |
| Marcello                       | La bohème                      | Puccini                        |
| Ping                           | Turandot                       | Puccini                        |
| Conte Asdrubale                | La pietra del paragone         | Rossini                        |
| Mosè                           | Moses und Aron                 | Schönberg                      |
| Krusina                        | Prodaná nevěsta                | Smetana                        |
| Frank                          | Die Fledermaus                 | Strauss II, Johann             |
| Jochanaan                      | Salomè                         | Strauss, Richard               |
| Oreste                         | Elektra                        | Strauss, Richard               |
| Creonte                        | Oedipus Rex                    | Stravinskij                    |
| Rigoletto                      | Rigoletto                      | Verdi                          |
| Giorgio Germont                | La traviata                    | Verdi                          |
| Renato                         | Un ballo in maschera           | Verdi                          |
| Don Rodrigo di Posa            | Don Carlo                      | Verdi                          |
| Iago                           | Otello                         | Verdi                          |
| Wolfram von Eschenbach         | Tannhäuser                     | Wagner                         |
| Araldo del re                  | Lohengrin                      | Wagner                         |
| Kurwenal                       | Tristan und Isolde             | Wagner                         |
| Amfortas                       | Parsifal                       | Wagner                         |
| Lysiart                        | Euryanthe                      | Weber                          |

## Discografia parziale
- Beethoven, Fidelio – Maazel/Nilsson/McCracken, 1964 Decca
- Bizet, Carmen – Schippers/Resnik/Del Monaco, 1963 Decca
- Brahms: Ein Deutsches Requiem – Schicksalslied – Gundula Janowitz/Tom Krause/Chorus of the Vienna State Opera/Vienna Philharmonic Orchestra/Bernard Haitink, 1980 Philips
- Donizetti: Don Pasquale – Fernando Corena/Graziella Sciutti/Orchester der Wiener Staatsoper/Tom Krause, 1991 Decca
- Giordano, Andrea Chénier – Chailly/Pavarotti/Caballé, 1984 Decca
- Mozart, Nozze di Figaro – Karajan/Stade/Van Dam/Cotrubas/Tomowa-Sintow/Krause, 1978 Decca
- Mozart: Requiem – Arleen Auger/Atlanta Symphony Orchestra & Chorus/Delores Ziegler/Jerry Hadley/Robert Shaw/Tom Krause, 1986 Telarc
- Mozart: Così Fan Tutte – Gabriel Bacquier/Pilar Lorengar/Ryland Davies/Teresa Berganza/Tom Krause, 1974 Decca
- Puccini, Turandot – Mehta/Sutherland/Pavarotti, 1985 Decca
- Sibelius, Integrale delle canzoni, melodie e Lieder – Krause/Söderström/Gage/Ashkenazy, 1984 Decca
- Strauss J, Pipistrello – Previn/Te Kanawa/Gruberova/Bär, 1990 Decca
- Strauss R, Elettra – Solti/Nilsson/Resnik/Stolze, 1966 Decca
- Strauss R, Salome – Solti/Nilsson/Stolze/Wachter, 1961 Decca
- Stravinsky: Oedipus Rex, Symphony of Psalms – Boston Symphony Orchestra/David Evitts/English Bach Festival Choir/Ezio Flagello/Frank Hoffmeister/Harvard Glee Club/Leonard Bernstein/London Symphony Orchestra/René Kollo/Tatiana Troyanos/Tom Krause, 1974/1977 Sony BMG
- Tchaikovsky: Iolanta – Groupe Vocal De France/Mstislav Rostropovich/Orchestre de Paris, 1985 Erato
- Verdi, Otello – Karajan/WPO/Del Monaco/Tebaldi, 1961 Decca
- Wagner, Tristano e Isotta – Solti/Nilsson/Resnik/Krause, 1960 Decca
- Wagner, Lohengrin – Sawallisch/Crass/Thomas/Silja, 1962 Decca
- Krause: The Heroic Baritone – Argeo Quadri/Tom Krause/Wiener Opernorchester, 1967 Decca

## DVD parziale
- Mozart: Le Nozze di Figaro (Hamburg State Opera, 1967) – Tom Krause/Edith Mathis/Hans Schmidt-Isserstedt, Arthaus Musik/Naxos
- Sallinen: The Palace (Savonlinna Opera Festival, 1995) – Arthaus Musik/Naxos
- Weber: Der Freischutz (Hamburg State Opera, 1968) – Gottlob Frick/Edith Mathis/Tom Krause, Arthaus Musik/Naxos